# Pyura mozambica
Pyura mozambica är en sjöpungsart som beskrevs av Monniot 2002. Pyura mozambica ingår i släktet Pyura och familjen lädermantlade sjöpungar. Inga underarter finns listade i Catalogue of Life.